# Samarita Solidargemeinschaft
Die Samarita Solidargemeinschaft e.V. ist eine Solidargemeinschaft zur Absicherung im Krankheitsfall als Alternative zur gesetzlichen und privaten Krankenversicherung. Eine staatliche Anerkennung als Ersatz für eine Mitgliedschaft in einer gesetzlichen oder privaten Krankenversicherung besteht seit dem 22. Februar 2022. Auf der Grundlage der „7 Prinzipien“  Therapiefreiheit, Verantwortung, Solidarität, Transparenz, Zuwendung statt Anspruch, Genossenschaftsprinzip und einem sozialen Netz sichern sich die Mitglieder gegenseitig eine umfassende und flexible Krankenversorgung zu, die in Quantität und Qualität mindestens dem Niveau der gesetzlichen Krankenversicherung entspricht.  Ferner soll die Eigenverantwortung und Solidarität der Mitglieder dadurch bestärkt werden, dass sich die Mitglieder in Fragen der Lebensbalance, Gesundheits- und Krankenpflege, sowie der Krankheitsbehandlung nicht nur materiell, sondern auch ideell unterstützen.

## Geschichte
Die Samarita Solidargemeinschaft wurde 1997 nach einer zweijährigen Vorbereitungszeit zunächst als GbR um Urban Vogel und Christian Werner aus dem Finanzdienstleistungsunternehmen „Andere Wege“ mit acht Mitgliedern in Bremen gegründet. Die Gründungsmotivation ist eine Reaktion auf die zunehmende Fokussierung der bestehenden Versicherer auf Wirtschaftlichkeit anstelle der Hilfeleistung und ein Absicherungsangebot zu schaffen, das auch Behandlungen jenseits der Schulmedizin abdeckt.
Mit der Jahrtausendwende wuchs die Samarita, in ganz Deutschland wurden Vorträge organisiert und es bildeten sich Regionalgruppen. Im Jahr 2004 wurde der Samarita-Entwicklungskreis gegründet. Nach einer umfassenden Umstrukturierung wurde die Samarita GbR 2007 zu einem eingetragenen Verein umgewandelt und hat den Gründungsprozess der BASSG (Bundesarbeitsgemeinschaft von Selbsthilfeeinrichtungen – Solidargemeinschaften im Gesundheitswesen e.V.) mitangestoßen und war maßgeblich an der Entwicklung von Qualitätsstandards beteiligt. Im Jahr 2008 wurde die Samarita Solidargemeinschaft e.V. durch die BASSG zertifiziert.

Im Zuge der Gesundheitsreform im Jahre 2007 wurde eine Pflicht zur Absicherung im Krankheitsfall eingeführt. Die BASSG setzt sich seitdem intensiv für eine Anerkennung der BASSG-Mitglieder als anderweitige Absicherung im Krankheitsfall ein. Die Veröffentlichung eines gemeinsam mit dem GKV-Spitzenverband erarbeiteten (allerdings rechtlich nicht bindenden) Kriterienkatalogs, unter welchen Voraussetzungen eine Solidargemeinschaft als anderweitige Absicherung im Krankheitsfall anzusehen ist, scheiterte am Widerstand des Verbandes der privaten Krankenversicherungen und an der Bundesregierung, da kein Rechtsanspruch auf Schutz im Krankheitsfall bestünde.

Seit 2011 führt die Samarita Solidargemeinschaft e.V. nach eigenen Angaben einen Musterprozess, in dem sie für die rechtliche Anerkennung als „anderweitige Absicherung im Krankheitsfall“ streitet.
Gegen die abschlägige Entscheidung des Sozialgerichts München vom 4. Januar 2013 (AZ: S 3 KR 291/11) wurde Berufung beim Bayer. Landessozialgericht unter dem Az.: L 4 KR 27/13 eingelegt, diese wurde jedoch am 9. Juni 2015 zurückgewiesen. Die Revision vor dem Bundessozialgericht wurde jedoch, wegen "grundsätzlicher Bedeutung" zugelassen. Die gegen das Urteil des LSG dann eingelegte Revision wurde vom 12. Senat des Bundessozialgerichts mit Beschluss vom 18. April 2017 (B 12 KR 18/15 R) wegen unzureichender Begründung als unzulässig verworfen. Hiergegen und gegen die vorinstanzlichen Entscheidungen wurde Verfassungsbeschwerde beim Bundesverfassungsgericht eingelegt (Az. 1 BvR 2062/17). Die Verfassungsbeschwerde wurde abgewiesen.
Der Gesetzgeber hat mit der Einfügung des § 176 SGB V auf die ungeklärten rechtlichen Fragen reagiert. Danach können Solidargemeinschaften als Einrichtungen der anderweitigen Absicherung im Krankheitsfall und damit als Träger vergleichbarer Ansprüche nach dem Versicherungsvertragsgesetz anerkannt werden. Voraussetzungen sind ein Rechtsanspruch auf Leistung für das Mitglied sowie der Nachweis der dauerhaften Erfüllbarkeit der Ansprüche der Mitglieder. 
Die Samarita Solidargemeinschaft hat auf ihren Antrag diese Anerkennung durch das Bundesgesundheitsministerium am 22.02.2022 erhalten und ist seitdem auch rechtlich anerkannt. Damit ist die Aufnahme von Mitgliedern uneingeschränkt möglich, soweit sie nicht pflichtversichert sind. Die Beiträge zur Solidargemeinschaft können als Vorsorgeaufwendungen geltend gemacht werden und sind auch in anderen sozialen Sicherungssystemen zuschussfähig.

## Organisation
Die Samarita Solidargemeinschaft e.V. gliedert sich in folgende Organe:

1. Die Mitgliederversammlung

Die Mitgliederversammlung ist das zentrale Organ, das grundsätzlich alle Angelegenheiten des Vereins durch Beschlussfassung anordnet. In der Mitgliederversammlung ist jedes Mitglied der Samarita Solidargemeinschaft e.V. mit einer Stimme stimmberechtigt. Für die Beschlussfassung ist die einfache Mehrheit der anwesenden Mitglieder ausreichend. Für eine Satzungsänderung und für Wahlen (beispielsweise des Vorstandes) ist eine 2/3 Mehrheit erforderlich. Die Ordentliche Mitgliederversammlung tritt einmal pro Geschäftsjahr zusammen.
1. Der Vorstand

Besteht aus mindestens zwei Mitgliedern, derzeit aus Urban Vogel, der Vorstandssprecher ist, und Christian Werner. Der Vorstand leitet den Verein im Rahmen der Beschlüsse der Mitgliederversammlung und den Richtlinien des Gesamtvorstandes.
1. Die Regionalvorstände

Die Regionalvorstände bestehen aus mindestens zwei Mitgliedern und sind die Vorstände der Regionalgruppen, in die sich der Verein gliedert. Die Regionalgruppen sind unselbständige Teilmitgliedervereinigungen der Samarita Solidargemeinschaft e.V. Den Regionalgruppen obliegen die regionale Repräsentanz der Samarita sowie die Entwicklung der Gemeinschaft.
1. Der Gesamtvorstand

Der Gesamtvorstand besteht aus dem Vorstand der Samarita Solidargemeinschaft e.V. und den Vorständen der Regionalgruppen. Weitere Kooptationen sind möglich. Der Gesamtvorstand erarbeitet im Rahmen der Beschlüsse der Mitgliederversammlung die Richtlinien der Vereinsarbeit.

Die Geschäftsbesorgung findet durch die Andere Wege GmbH statt, aus der die Samarita Solidargemeinschaft e.V. auch entstanden ist.

## Mitgliedschaft
Mitglied der Samarita Solidargemeinschaft kann grundsätzlich jeder werden, der nicht in einer gesetzlichen Krankenversicherung pflichtversichert ist. Nach Angaben der Samarita gibt es derzeit "über 300 Mitglieder". Es bestehen keine generellen gesundheitlichen oder altersbedingten Ausschlusskriterien. Da jedoch sehr viel Wert auf das persönliche Miteinander gelegt wird, setzt eine Aufnahme immer ein persönliches Aufnahmegespräch voraus. Über neue Mitglieder befindet somit der Vorstand. Die Mitgliedschaft ist unabhängig von dem Bestehen einer Regionalgruppe im Raum des Mitglieds.

## Beiträge
Die Beiträge der Mitglieder bemessen sich grundsätzlich nach der Beitragsordnung, die unter Berücksichtigung des statistischen Risikos, des Einkommens des jeweiligen Mitglieds, der geltend gemachten Krankheitskosten in der Gemeinschaft und des bewussten Umgangs mit Gesundheit und Krankheit Beitragssätze bildet. Diese Beitragssätze sind in 11 Stufen zwischen „bis 1.000€“ und „über 8.000€“ monatlichem Einkommen und der Familiengröße gestaffelt. Auf Basis des Gesamtbetrages der Einkünfte des Steuerbescheides ergibt sich der Beitragssatz. Die Hälfte dieses Beitragssatzes geht in den Solidarfonds und der Rest des Beitrages – also abzüglich des halben Beitragssatzes, der in den Solidarfonds geht – wird dem Individualkonto des jeweiligen Mitgliedes zugewiesen.

## Zuwendungsumfang
Die Zuwendungen der Samarita Solidargemeinschaft sind grundlegend durch eine freie Therapiewahl gekennzeichnet. So können auch alternative Heilmethoden unterstützt werden, die von herkömmlichen Versicherern oft nicht getragen werden.
Anders als in den Leistungskatalogen gesetzlich anerkannter Krankenversicherungen hat ein Mitglied keinen Rechtsanspruch auf eine bestimmte Behandlung oder Medikation nach einem Leistungskatalog, sondern vielmehr auf Erstattung aller krankheitsbedingten Aufwendungen in einem festgelegten Zuwendungsrahmen, der klarstellt, in welcher Höhe Kosten übernommen werden. Bei schweren Erkrankungen kann zu Gunsten des erkrankten Mitglieds vom Zuwendungsrahmen abgewichen werden. Dabei besteht nach der Anerkennung als Solidargemeinschaft durch das Bundesministerium der Gesundheit in jedem Fall ein Rechtsanspruch auf Ersatz der Kosten der notwendigen Heilbehandlung wie in der gesetzlichen oder privaten Krankenversicherung.